# Carpe diem (Keen'V)
Carpe diem è il secondo album di Keen'V pubblicato nel 2011. L'album viene certificato disco di platino con 130 000 copie vendute.

## Tracce
1. J'aimerais trop (feat. SAP)
2. Prince charmant
3. Number one
4. Carpe diem
5. J'ai tellement envie de
6. À quel point je t'aime (feat. Lorelei B)
7. J'aime ça
8. Explique moi
9. Tu me manques
10. Bouges
11. Mets les watts dj
12. Cigathèque
13. Quand je crie à l’aide
14. Mon corps sur elle
15. Lendemain de soirée
16. S.E.X (feat. Nawaach)
17. Plaisirs charnels
18. J'aime ça (remix) (bonus)
19. À l'horizontale (bonus)
20. Keen'v Phenom'n (bonus)
21. J'perds le contrôle (bonus)
22. Jeux sensuels (bonus)
23. Le son qui Bam Bam (bonus)

## Disco nelle hit-parades
Albums
| Anno | Album      | Miglior posizione | Miglior posizione | Casa Discografica | Certificazione   | Note                    |
| Anno | Album      | Belgio            | Francia           | Casa Discografica | Certificazione   | Note                    |
| ---- | ---------- | ----------------- | ----------------- | ----------------- | ---------------- | ----------------------- |
| 2011 | Carpe diem | —                 | 9                 | Universal         | Disco di platino | Accreditato come Keen'v |